# Situació sociolingüística de la llengua catalana a les Illes Balears
La situació sociolingüística de la llengua catalana a les Illes Balears fa referència a l'estat i ús del català en aquest territori, on és una de les dues llengües oficials, juntament amb el castellà. Malgrat la seva oficialitat, la situació del català ha estat històricament marcada per un procés de diglòssia, amb una forta presència del castellà en la vida quotidiana, en especial a les zones urbanes i en l'àmbit econòmic i mediàtic. Tot i així, el català segueix tenint un paper rellevant en l'ensenyament, la literatura, la cultura i la política balear.

## Marc jurídic
El marc legal bàsic està marcat per l'Estatut d'Autonomia aprovat per unanimitat l'any 1986.
En el Preàmbul es declara: “La llengua catalana, pròpia de les Illes Balears, i la nostra cultura i tradicions són elements identificadors de la nostra societat i, en conseqüència, són elements vertebradors de la nostra identitat.” A l'article 4, La llengua pròpia, s'assenyala el caràcter oficial del català, juntament al castellà, a les illes Balears. S'indica el dret de conèixer-la i usar-la, evitant tota mena de discriminació lingüística. Les institucions han de garantir l'adquisició del seu coneixement i que la llengua catalana i castellana tinguin igualtat quant al dret dels ciutadans de les Illes Balears.
A l'article 35, Ensenyament de la llengua pròpia, s'assenyala que la Comunitat Autònoma “te competència exclusiva per a l'ensenyament de la llengua català, pròpia de les Illes Balears, d'acord amb la tradició literària autòctona. S'afegeix que les modalitats insulars del català: mallorquí, menorquí, eivissenc i formenteré han de ser objecte d'estudi i protecció. La institució consultiva per a tot el que es refereix a la llengua catalana es la Universitat de les Illes Balears. També s'indica la possibilitat de participar en aquelles institucions que salvaguardin la unitat de la llengua catalana. Element que reapareix ampliat en la Disposició addicional segona: Patrimoni lingüístic comú.
A l'article 97, Llocs vacant i resolució de concursos i oposicions, s'indica que el coneixement de la llengua catalana es considerarà mèrit preferent, junt a l'especialització del dret civil de les Illes Balears, en la resolució dels concursos d'oposició per proveir lloc de magistrats i jutges. Simili modo, a l'article 99, en la provisió de places de notaris, registradors de la propietat, mercantils i bens mobles.
Aquests articles han estat fonament del marc legislatiu posterior. Segons el Centre de Documentació en Sociolingüística de les Illes Balears, el català és objecte del següent conjunt de lleis i decrets.
| Lleis Llei de normalització lingüística (1986) Llei 2/1989, de 22 de febrer, de la funció pública de la comunitat autònoma de les Illes Balears (BOCAIB núm. 38, de 28 de març de 1989; BOE núm. 169, de 17 de juliol) Llei 11/2001 de 15 de juny, d'ordenació de l'activitat comercial a les Illes Balears Llei de comerç (2001) Llei de règim jurídic de l'administració de les Illes Balears (2003) Llei 6/2005 de 3 de juny, de coordinació de les policies locals de les Illes Balears (articles 32.3 i 46n) Llei de normalització lingüística (2016) Llei 4/2016, de 6 d'abril, de mesures de capacitació lingüística per a la recuperació de l'ús del català en l'àmbit de la funció pública –Llei 18/2016, 2016, de 29 de desembre, de pressuposts generals de la comunitat autònoma de les Illes Balears per a l'any 2017 |

Decrets-
| Decret 100/1990, de 29 de novembre, regulant l'ús de les llengües oficials de l'administració de la comunitat autònoma de les Illes Balears Decret que regula l'ensenyament de i en català a les Illes Balears (decret de mínims) (1997) Decret que estableix l'estatut dels consumidors (1998) Decret 125/2000, d'ordenació general dels ensenyaments obligatoris a les Illes Balears Decret 176/2003, de reforma del decret anterior Decret 62/2003, sobre coneixements de català en l'accés a la funció pública Decret pel qual s'estableix l'ordenació general dels ensenyaments de l'Educació Infantil, l'Educació Primària, i l'Educació Secundària obligatòria a les Illes Balears (2004) Decret 52/2006 sobre mesures per a fomentar la competència lingüística en llengües estrangeres... Decret 2/2017, de 13 de gener, d'exigència del coneixement de la llengua catalana en els procediments de provisió de llocs de treball de les entitats locals de les Illes Balears Decret 11/2017, de 24 de març, d'exigència del coneixement de la llengua catalana en els procediments selectius d'accés a la funció pública i per ocupar llocs de treball de l'administració de la comunitat autònoma de les Illes Balears Decret 8/2018, de 23 de març, pel qual es regula la capacitació lingüística del personal estatutari del servei de salut de les Illes Balears Decret 21/2019, de 15 de març, d'avaluació i certificació de coneixements de llengua catalana Decret 89/2019, de 29 de novembre, pel qual es crea i es regula l'oficina de defensa dels drets lingüístics a les Illes Balears |

### Marc jurídic i IX Informe sobre la situació de la llengua catalana
El IX Informe sobre la situació de la llengua catalana, corresponent al 2015, (a partir d'ara INFORME) assenyala per a les Illes Balears un marc general sociopolític i econòmic caracteritzat pels trets següents: a) Judicialització de la qüestió lingüística;  b) Canvi de la Política Lingüística a partir de la IX legislatura de les Illes Balears (INFORME:8); c) Conseqüències sociològiques de la finalització de la crisi econòmica (processos migratoris laborals) (INFORME:11); d) Etapa d'estabilitat demogràfica (equilibri entre creixement vegetatiu i flux migratori). (INFORME:11)

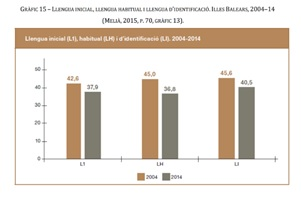
Llengua inicial, habitual i d'identificació

Pel que fa a la situació sociolingüística, cal destacar les següents dades de l'INFORME (que estan basades en L'Enquesta d'usos lingüístics a les Illes Balears 2014; A partir d'ara ENQUESTA): La transmissió generacional del català és situada entre el 39,5%-41,7%, suposant una lleu davallada respecte dels registres anteriors. Consideren el català llengua inicial un 37,9% del enquestes enfront del 48,6% que s'identifiquen com castellanoparlants. És a dir, 11 punts de diferència. Aquesta dada expressa una realitat del catalana poc esperançadora, i més si s'observa la tendència: “La proporció de catalanoparlants inicials minva en 4,7% en una dècada”(INFORME:32). Gomila assenyala que les Illes Balears ”és la comunitat de l'Estat on més ha crescut la població i on més s'ha incrementat el contingent d'origen al·lòcton” (Gomilla:2017), l'informe indica que, tot i la reducció, l'ús del català s'ha mantingut força estable (INFORME:33). Declara no saber parlar català un 19,5% de la població. Percentatge que s'incrementa significativament en el grup de l'edat dels 30-40 anys (25,8%). Si s'identifica aquest grup amb l'edat fèrtil, i es conjuga amb la tendència de les parelles de llengua mixta (català-castellà) a utilitzar preferentment el castellà, es pot anticipar un futur impacte en la tria de llengua de les futures famílies. Com a nota positiva s'esmenta el percentatge dels que opten pel català com a la llengua d'identificació (40,5%) que comparant-lo amb la llengua inicial (37,9%) mostra un positiu grau d'atracció del 2,6% (INFORME:32)

## La llengua catalana i l'administració, drets lingüístics i dinàmica sociopolítica
Com s'ha indicat al primer apartat, la llengua catalana és considerada per l'Estatut d'Autonomia La llengua pròpia i té la consideració, junt al castellà, de llengua oficial. Les polítiques sobre l'ús de les llengües en relacions entre les administracions i el públic ha de respectar l'opció lingüística dels ciutadans que ha d'atendre.
A tal fi, l'ordenament jurídic prescriu el coneixement i acreditació de les dues llengües oficials per a accedir a la condició de funcionari del Govern de les Illes Balears (tot i que hi ha dispenses d'aquesta obligatorietat).
L'INFORME, redactat poc després de l'inici de la IX legislatura del parlament Balear, està marcat per la dialèctica entorn de la llengua que s'havia produït respecte de la VIII legislatura. De fet, l'INFORME assenyala que “l'estatut jurídic de la llengua i la dinàmica sociopolítica han estat determinats pel fi de la legislatura Bauzà. El nou govern de F. Armengol començà desactivant la normativa restrictiva de l'ús de la llengua catalana “(INFORME:86). Les successives reformes del nou equip de govern posà fi a la dialèctica requisit/mèrit amb què Bauzà havia articulat la incorporació al funcionariat. En afegit, segons Ballester, “El desmuntatge del català en l'àmbit institucional es visualitzà, igualment, en la desactivació del Consell Social de Llengua Catalana” (Ballester:2016)”. Fins a l'octubre de 2015, en la nova etapa de govern, no es tornà a convocar aquest Consell (cf. infra Dossier ARABALEARS).
Posteriorment, amb els decrets 93/2015 i 94/2015 es creà la Delegació del Govern de les Illes Balears per a l'Institut Ramon Llull trencant la dinàmica d'escissió anterior (INFORME:89) (i la dissidència alenada segons Duane: 2018). Per acabar, per restablir el català a l'statu quo promulgat per l'Estatut d'Autonomia, es “reconeixia el dret dels consumidors «a ser atesos en ambdues llengües oficials de les Illes Balears” especialment en aquells establiments amb més de tres treballadors. (INFORME:89).
Segons L'ENQUESTA “La categoria en què la llengua catalana s'empra en un percentatge més alt és en l'Administració local, amb un ús combinat de NMcat de 40,6%, proporció que s'apropa al percentatge de població que s'identifica com a catalonlingüe. Aquest percentatge no es reflecteix al Govern de les Illes Balears, amb un 34,2%. Més enllà del govern insular, si comparam els usos de l'Administració autonòmica amb l'estatal emprant el test de McNemar, veim que l'any 2014 l'ús del català es significativament superior per a MNcat en les relacions amb el govern inular (34,2%) que no amb el govern estatal (28,2%).” (ENQUESTA:94)
En actuacions posteriors a la publicació del INFORME el Govern Balear promou la Llei 4/2016 del 6 d'abril, establint les mesures de capacitació lingüística dins l'àmbit de la funció pública del Servei de Salut de les Illes Balears. Ballester afirma que fou posteriorment matisada per la “dispensa d'aquesta capacitació” apareguda al BOIB núm. 106 de 29 d'agost de 2017, per “als procediments de selecció, provisió i mobilitat corresponents a determinades categories professionals.” (Ballester Cardell: 2018).
L'any 2019 s'aprova el Decret 49/2018, de 21 de desembre, sobre l'ús de les llengües oficials en l'Administració de la Comunitat Autònoma de les Illes Balears (BOIB núm. 160, de 22.12.2018). Per acabar, L'any 2020 s'obrí L'Oficina de Defensa dels Drets Lingüístics de les Illes Balears (ODDL). Per tractar de fer front als entrebancs lingüístics “especialment remarcables en determinats àmbits […] com l'administració de justícia, les forces i cossos de seguretat estatals o la sanitat” (Llabrés: 2020).

## La llengua catalana i ensenyament
A les Illes Balears, en virtut d'un reial decret signat l'any 1998, les competències educatives arriben el dia 1 de gener de 1998, quinze anys després de l'entrada en vigor de l'Estatut d'autonomia (Miquel Sbert: 2005: 366). Amb la consecució de l'autonomia, es va introduir progressivament l'ensenyament generalitzat de la llengua catalana, i en alguns centres l'ensenyament en català. El Decret 92/1997 “va concretar l'abast del model de conjunció tot establint regles que obligaven els centres etudcaitus a impartir determinades matèries en català, fins a arribar, en quatre cursos escolars, a un 50% de l'horari lectiu, com a mínim en aquest a llengua” (Lluis Segura:2004:124), aquest ha esdevingut famós com “Decret de mínims”.
Malgrat aquest decret, el model lingüístic a les escoles de les Illes Balears va anar canviant en funció de qui governava. El seguiment de la normativa educativa, i els textos consolidats es poden trobar a: http://die.caib.es/normativa/-%5BEnllaç+no+actiu%5D. El govern Bauzà, la VIII legislatura, inicià una dràstica retallada de l'ús del català dins l'aula. Aprovant el TIL -tractament integrat de les llengües- es pretenia que el conjunt de matèries s'oferís en tres llengües amb el mateix pes horari: castellà, català, anglés. El TIL va suposar l'eliminació d'una política lingüística que fins aleshores havia estat consensuada i que era lingüísticament coherent amb l'Estatut d'Autonomia dels governs anteriors. La conflictivitat entre el professorat i la conselleria d'educació va assolir fites desconegudes fines aleshores. Cal destacar: a) 120 escoles públiques i 30 concertades (segons dades del diari Arabalears), es negaren a modificar el projecte lingüístic per aplicar el TIL. Alguns dels directors varen ser expedientats i cessats. b) Les sentències núms. 443,444 i 446 del TSJIB, declaren nul el TIL, per defectes de forma (mancava consulta preceptiva a la UIB (INFORME:118). c) La consellera d'educació Joana Maria Camps, negant-se a aplicar les sentències, recursos de cassació i mesures cautelars, fou substituïda per Núria Riera. [recordant que el TIL ja havia motivat la substitució de Rafael Bosch. Tres consellers d'educació en una sola legislatura]. d) A la setmana de l'anul·lació del decret del TIL, l'Assemblea de docents comunicà que 105 havien ja recuperat els seus projectes lingüístics i quedaven subjectes, per tant, a l'ordenament anterior, el Decret de Mínims.” (INFORME:119). Diversos elements d'aquest conflicte no apareixen a l'INFORME però formaren part de la quotidianitat dels centres educatius: manifestacions i mobilitzacions del professorat (samarretes verdes; senyeres a les façanes); les acreditacions d'anglès B2 es varen assimilar de facto amb el C1 per a poder tenir professorat suficient pel projecte lingüístic que promovia el TIL; La controvèrsia requisit/mèrit afectà les llistes de baremació i les davant l'adjudicació de places es presentaren nombrosos recursos. El tribunal constitucional, en un nou exercici sociolingüístic, va rebutjar el recurs d'inconstitucionalitat contra el decret balear d'aplicació del TIL. Cal recordar, com afirmen Boix-Strubell al mòdul “que una política, qualsevol política, és un exercici de poder (democràtic o no, legítim o no). En la mesura que qui fa una política lingüística té poder” (mòdul:5). Però també, cal considerar que un grup cohesionat i identificat en la defensa de la llengua -com el professorat- s'esdevé un instrument sociolingüístic de primera magnitud.
D'aquesta etapa conflictiva destaquen alguns elements positius: a) Entorn del 75% dels pares escolliren català com a llengua d'escolarització durant els cursos 2012-2016). b) L'ús del català en l'àmbit universitari es distribuïa en 53% català, 38% castellà i 8% anglès. c) A les proves de selectivitat el 81,1% triaren català l'any 2015.
En actualitzacions posteriors a l'INFORME, el Centre de Documentació Sociolingüística de les Illes Balears (CDSIB), que fa un seguiment de diversos marcadors per seguir l'evolució sociolingüística de les Illes Balears, indica un ús decreixent del català a la selectivitat des del 2015: Del 2015: 81,1%; 2016: 78,9%, 2017: 79,6%; 2018: 79%; 2019: 77,5%; 2020: 77,2%. La tendència tot i que va a la baixa es manté prou ferma. En febrer del 2019 apareix una notícia que recull una enquesta que indica que l'ús i coneixement del català entre la gent en l'etapa educativa se situa en el 80% (Cruscat:2019) [Una data que no deixa de ser prou paradoxal si es considera que l'escolarització en català es ve desenvolupant de manera estable des del decret de mínims del 1997.]
S'ofereix per acabar, per una valoració més pròxima a la realitat demoscòpica. El gràfic de l'enquesta d'usos lingüístics de la franja d'edat de 15-24 anys corresponent a la franja educativa i d'incorporació al món laboral.
Respecte de la política lingüística i la situació del català en els mitjans de comunicació i el  món empresarial, l'INFORME només assenyala dues capçaleres de premsa en català a les Illes Balears. l'Ara Balears. La difusió diària passà de 1.451 a 1.679 exemplars. La versió catalana del Periódico de Catalunya va ser de 102 exemplars diaris. En l'àbmit televisiu, es va resoldre favorablement la desconnexió de TV3 internacional, TV3.cat, el 2/24 i el Súper3/33. L'executiu de Francina Armengol ordenà que IB3 Tv i IB3 ràdio tornessin al català com a llengua d'emissió (INFORME:137-140). L'estudi menciona El Canal4 de caràcter privat emetent el 80% dels seus continguts en català. Malgrat aquesta presència, en el context de centenars de canals i freqüències generalistes en castellà, l'oferta en català és poc més que testimonial En el món empresarial, marcat pel monocultiu turístic, síndica la notable dificultat per introduir l'ús del català.
En actualitzacions posteriors a l'INFORME, en abril del 2020 es publicà una sèrie de vídeos anomenada “Notícies de Llengua” amb l'objectiu de divulgar dades sociolingüístiques de les Illes Balears. Aquesta iniciativa ha estat impulsada pel Centre de Documentació en Sociolingüística de les Illes Balears (CDSIB), gestionat pel Grup de Recerca en Sociolingüística de les Illes Balears (GRESIB), (Cruscat: 2020). Esmentar, per acabar, l'aparició de Diari de Balears i la publicació de l'edició premsa forana en català, que per la seva radicació té notable demanda.
A tall de conclusió, podria dir-se que el català pateix l'anomenat estrès demolingüístic (INFORME:7). Un context desfavorable al reconeixement de la llengua i als drets d'ús després d'una etapa caracteritzada per imposicions contínues d'altres llengües i pressions normatives. Preocupa la tendència, i les dificultats que pateix la llengua que l'Estatut d'Autonomia declara Llengua Pròpia. Els autors de l'INFORME consideren que la llengua catalana a les Illes Balears té una “Dinàmica positiva, malgrat els clarobscurs". (Melià i Pradilla: 2014). Aplicant el model d'anàlisi estratègica DAFO, com correspon al procés de planificació i política lingüística, s'observa que la realitat és més plena de debilitats i amenaces que de fortaleses i oportunitats. Seguint les consideracions de l'INFORME s'assenyalen com més significatives les següents perspectives:
· L'estabilització del creixement vegetatiu de la població catalana (INFORME:145) no pot fer front al continu allau migratori al·lòcton sense una intervenció estratègica de Política Lingüística.
· La dinàmica de normes d'ús lingüístic que minimitza el bilingüisme passiu accentua la restricció de l'ús de la llengua catalana a àmbits específics (familiars, educatius, administratius). Aquesta restricció dificulta la incorporació lingüística dels nouvinguts (INFORME:145).
· L'àmbit educatiu és una de les fortaleses de promoció de la llengua catalana per l'actuació cohesionada i proactiva del professorat i pel suport familiar rebut (català llengua d'escolarització majoritària). Una política lingüística eficaç tractaria de transportar aquest dinamisme a altres àmbits socioeconòmics.
· Segons Vila, “malgrat alguns avenços des del punt de vista de la competència de la llengua catalana, les polítiques lingüístiques desenvolupades durant les últimes dècades tant per les autoritats centrals com per les autonòmiques han reforçat la posició del castellà com a llengua hegemònica a les illes” (F.X, Vila:2017). Tanmateix, “els catalanoparlants de les Illes mostren símptomes preocupants de feblesa, perquè en les generacions més joves ja no s'arriba a garantir ni tan sols que els fills de famílies catalanoparlants usin habitualment el català o que els fills de les parelles autòctones i nouvingudes es decantin majoritàriament per la llengua catalana, i molt menys encara s'aconsegueix contrarestar els resultats dels corrents immigratoris." (Enquesta:2014:123). El sociolingüista conclou que “la situació del català a les Illes no és en absolut desesperada i hi ha molt motius per confiar que pot redreçar-se. Ara bé, calen polítiques sòlides, diagnòstics afinats i increment del consens social”(Vila:2017) I apunta com a proposta tractar de vincular el català als valors de modernitat, urbanitat, cosmopolitisme i projecte de futur (Vila:2017) .